# Veljko Rogošić
Veljko Rogošić (Kaštel Lukšić, 21. srpnja 1941. − Split, 7. kolovoza 2012.), hrvatski plivač, višestruki državni rekorder na 200 m delfin, 400 i 1500 m slobodno, te svjetski prvak u maratonskom plivanju. Sportaš koji je obilježio hrvatsko i svjetsko daljinsko plivanje.
Od 2015. održava se Plivački maraton Vrbnik – Novi - Memorijal Veljka Rogošića na relaciji Vrbnik – Novi Vinodolski koju je on znao često preplivati.

## Životopis
Rođen je 21. srpnja 1941. u Kaštel Lukšiću gdje je živio do 1963. godine. Pohađao je srednju školu za brodograđevnog tehničara, a potom studij organizacijskih znanosti. Radio je kao profesor za rehabilitaciju povrijeđenih. Sa suprugom Željkom vjenčao se 1963. godine i imaju dvoje djece, sina Veljka (r. 1964.) i kćer Vedranu (r. 1967.). Tijekom Domovinskog rata služio u podvodnim diverzantima Hrvatske ratne mornarice. Iz Splita u rodni Lukšić vratio se 1997. godine. Preminuo je u splitskoj bolnici 7. kolovoza 2012. godine.

## Plivačka karijera

### Državna natjecanja
Plivačku karijeru Rogošić je započeo 1959. u PK Jadran iz Splita čijim je članom bio do 1973. godine. Prvi državni rekord oborio je 2. kolovoza 1960. u Borovu, na disciplini 400 m slobodno. Zabilježio je 203 nastupa za državnu reprezentaciju Jugoslavije, 142 puta bio je državni prvak u različitim disciplinama, te je 51 put obarao državne rekorde na disciplinama 1500 i 400 m. Kapetanom državne reprezentacije bio je punih 15 godina.

### Međunarodna natjecanja
Sudjelovao je na Olimpijskim igrama u Rimu 1960. i Tokiju 1964. godine, no nije se kvalificirao u finale. Na Mediteranskim igrama ostvario je najveće međunarodne uspjehe osvajanjem srebrnog odličja na 400 m slobodno odnosno brončanog na 1500 m slobodno u Napulju 1963. godine. Također je sudjelovao je i na igrama u Tunisu 1967. i VI. Izmiru 1971. godine. Ostali međunarodni uspjesi uključuju peto mjesto na Europskom prvenstvu u Leipzigu 1962. godine na 1500 m slobodno s novim državnim rekordom, te dvostruko zlato i rekord na 200 m delfin na Balkanskim igrama. Na europskoj rang-listi više je godina zauzimao drugo mjesto na 200 m delfin.

### Plivački maratoni
Plivanjem na duge staze Rogošić se počeo baviti u djetinjstvu, isplivavajući dionice duge 5 km od Kaštel Lukšića do Čiova. Takmičarskim plivačkim maratonima počeo se baviti u ranim 30-im godinama prilikom zalaska profesionalne plivačke karijere, a prvi maraton bila je dionica Supetar-Split iz 1971. godine. Iste je godine u talijanskom Riccioneu osvojio prvu titulu svjetskog prvaka, a od 1971. do 1974. godine proglašavan je za najboljeg maratonca svijeta. Pobjeđivao je na mnogim svjetskim plivačkim maratonima koji uključuju Saguenay, Aleksandriju, Sydney, Cookov prolaz, Jangce, Tai, Mar del Platu, te Ontario gdje je postavio svjetski rekord. Pobjednik je i prvog Starogradskog plivačkog maratona (Faros) održanog 1976. godine.
Rogošić je isplivao i više sponzoriranih plivačkih maratona među kojima su najpoznatiji:
| Dionica            | Udaljenost | Vrijeme  | Nadnevak                     | Bilješka                          |
| ------------------ | ---------- | -------- | ---------------------------- | --------------------------------- |
| Vis-Split          | 53,8 km    | 14 h 35' | 4. srpnja 1975.              | [ 10 ]                            |
| La Manche          | 32 km      | 11 h 27' | 14. kolovoza 2004.           | prvi hrvatski podvig              |
| Savudrija-Prevlaka | 1000 km    | 57 dana  | 2. srpnja-27. kolovoza 2005. | etapno plivanje                   |
| Grado-Riccione     | 225 km     | 50 h 10' | 29. – 31. kolovoza 2006.     | mjereno GPS-om, Guinnessov rekord |
| Tunis-Sicilija     | 171 km     | 50 h 26' | 20. – 22. srpnja 2008.       | prvi pothvat na dionici           |

Godine 2004. preplivao je La Manche u 63. godini života i time postao prvi Hrvat i najstariji čovjek kojem je to uspjelo. Iduće godine plivao je 1000 km od Savudrije do Prevlake i postavio svjetski rekord u etapnom plivanju.

## Popularna kultura
O Veljku Rogošiću napisano je pet knjiga nekomercijalnog karaktera:
- Moje najdraže milje, 1974.
- Jači od mora, 1975.
- Brazdama partizanskih brodova, 1977.
- Jedno more – dvije obale, 1979.
- La Manche, 2005.

O maratonskom plivaču snimljen je i dokumentarac Jači od mora kojeg je režirao Nikola Babić, te radio-drama Maratonac. Velika popularnost koju je imao 1960-ih i 1970-ih godina dovela ga je na televizijske ekrane. Bio je glavnim likom reklame za Pipi (piće tvrtke Dalmacijavino) u kojoj pjesmu pjeva Đorđi Peruzović. Glumio je u sveukupno 127 državnih i stranih reklama.

## Nagrade
Neke od Rogošićevih nagrada, priznanja, povelja i plaketa uključuju:
- Povelje za osvojena prva mjesta na prvenstvu svijeta (Capri – Napoli), 1971. – 1974.
- Grb grada Splita, 1974.
- Zlatni sat, poklon Tita za preplivavanje dionice Vis–Split i ostale uspjehe, 1975.
- Nagrada grada Splita, 1975.
- Povelja Kralja hladnih voda (WPMSF), 1976.
- Povelja apsolutnog maratonca svijeta (WPMSF), 1977.
- Zlatni grb grada Trogira, 1977.
- plivačka Dvorana slavnih u Fort Laurderdaleu, 1992.
- Spomenica Domovinskog rata i čin poručnika fregate, dodijelio Franjo Tuđman
- Prvi počasni sportaš grada Kaštela, 1999.
- Red Danice hrvatske s likom Franje Bučara za sportska dostignuća, 2002.
- Red hrvatskog trolista za zasluge u Domovinskom ratu, 2002.
- Povelja CSPF-a za prvog Hrvata koji je preplivao La Manche, 2004.
- Nagrada grada Kaštela za životno djelo, 2005.
- Posebno priznanje HOO-a za športska ostvarenja, 2005.
- Državna nagrada Franjo Bučar za životno djelo, 2006.
- Guinnessov rekord za najdulje oceansko plivanje, 2006.[12]

## Poveznice
- Daljinsko plivanje
- Popis poznatih splitskih športaša

## Vanjske poveznice
- Službene stranice Veljka Rogošića  Arhivirana inačica izvorne stranice od 10. kolovoza 2012. (Wayback Machine)